# Atomic Games
Atomic Games là một hãng phát triển trò chơi điện tử chuyên làm về thể loại game chiến tranh. Công ty đã phát triển các tựa game như dòng Close Combat, dòng World at War cũng như dòng V for Victory. Atomic Games đã được hãng Destineer Games mua lại vào ngày 6 tháng 5 năm 2005 trong khi đang cộng tác thực hiện Close Combat: Red Phoenix và Close Combat: First to Fight. Atomic Games còn phát triển một tựa game bắn súng quân sự góc nhìn thứ ba pha trộn kinh dị sinh tồn sắp tới mang tên Six Days in Fallujah, miêu tả trận đánh Fallujah lần thứ hai. Konami, nhà xuất bản trò chơi đã bỏ rơi tựa game này do tranh cãi xung quanh cuộc chiến tranh Iraq. Công ty cũng phát hành một game mang tên Breach thuộc thể loại bắn súng góc nhìn thứ nhất có thể tải về chỉ có duy nhất mục chơi nối mạng.